# مونخجانتسانگین آنختستسگ
مونخجانتسانگین آنختستسگ (مغولی: Мөнхжанцангийн Анхцэцэг؛ زادهٔ ۲۵ دسامبر ۱۹۹۷) وزنه‌بردار زن اهل مغولستان است.
وی در مسابقات کشوری و بین‌المللی در مجموع برندهٔ ۱ مدال طلا، ۱ مدال نقره شده‌است.